# 豪斯湖 (巴爾尼姆縣)
52°37′31″N 13°40′24″E / 52.6252°N 13.6733°E

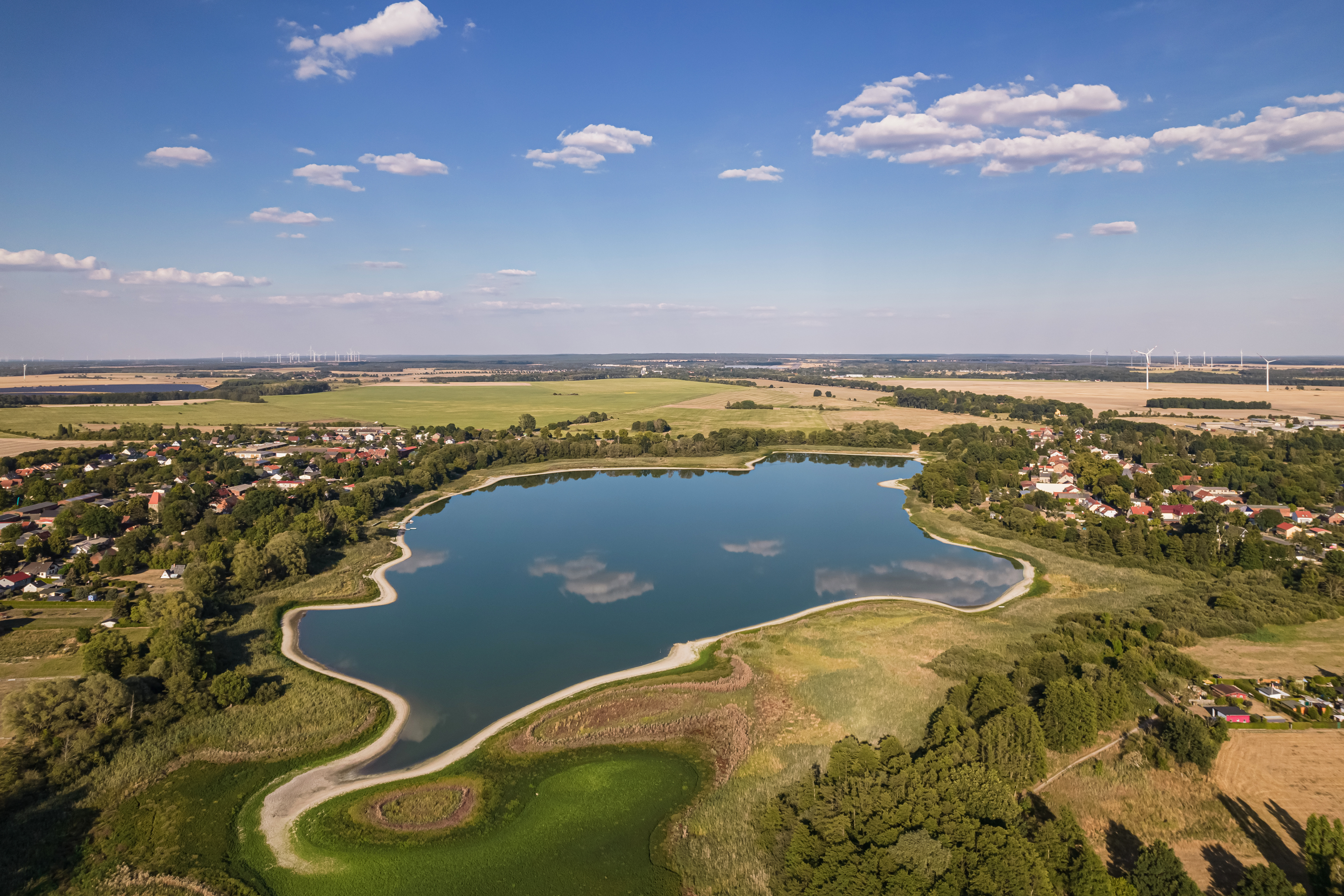

豪斯湖（德語：Haussee），是德國的湖泊，位於該國西南部，由勃蘭登堡州負責管轄，處於巴爾尼姆縣，長1.9公里、寬0.6公里，面積0.44平方公里，海拔高度70米，平均水深3米，最大水深6米，湖岸線長度3.5公里。